# Tristicha
Tristicha là một chi thực vật có hoa trong họ Podostemaceae.

## Loài
Chi Tristicha gồm các loài: